# Долно Караджово
Вижте пояснителната страница за други значения на Караджакьой.
Долно Караджово или Малко Караджово (на гръцки: Βαρικό, Варико, катаревуса: Βαρικόν, Варикон, до 1927 година Καρατζά Κιόι, Карадза Кьой) е село в Гърция, Егейска Македония, дем Долна Джумая (Ираклия) и има 50 жители (2011).

## География
Селото е разположено на 20 километра западно от град Сяр (Серес) и на 17 километра северно от Нигрита, в североизточното подножие на Богданската планина (Вертискос).

## История

### Етимология
Според Йордан Н. Иванов името е от турското karaca, сърна.

### В Османската империя
През XIX век Долно Караджово е българско село, числящо се към Сярска каза на Серския санджак.
Според „Етнография на вилаетите Адрианопол, Монастир и Салоника“ в 1873 година в Малко Караджа (Malko-Karaja) има 42 домакинства и 130 жители българи.
В 1891 година Георги Стрезов определя селото като част от Овакол и пише:
| „ | Долно Караджа кьой, чифлик 1/2 час на СЗ от Кумаргия, до десния бряг на Струма. Караджа кьой принадлежи на Арпаджията и Рифат ефенди. От другата страна на Струма, на среща е Горно Караджа кьой. 35 къщи, българе. Гръцка черква. | “ |

Според Васил Кънчов („Македония. Етнография и статистика“) в началото на XX век Долно Караджово има 240 жители българи.
Всички християни от Долно Караджово са под ведомството на Цариградската патриаршия. По данни на секретаря на Българската екзархия Димитър Мишев („La Macédoine et sa Population Chrétienne“) в 1905 година в Долно Караджово (Dolno Karadjovo) живеят 480 българи патриаршисти гъркомани. В селото има 1 начално гръцко училище с 1 учител и 14 ученици.

### В Гърция
През Балканската война селото е освободено от части на българската армия, но остава в Гърция след Междусъюзническата война. В 20-те година в селото са заселени малко гърци бежанци от Турция. Според преброяването от 1928 година селото е смесено местно-бежанско с 1 бежанско семейство и 4 души бежанци. В 1927 година селото е прекръстено на Варикон.
Около 1960 година е построена църквата „Света Троица“.

## Личности
Родени в Долно Караджово
- Стою Белдонев, български революционер, деец на ВМОРО, загинал преди 1918 г., роден в Горно или Долно Караджово[10]